# 日本高中棒球
在日本，高中棒球指的是中學後期至高級中學，以及高等專門學校一年級至三年級間，學生參與的棒球活動。也可以特別用來指在阪神甲子園球場舉行的全國高中男子硬式棒球比賽，這個比賽包括了選拔高等學校野球大會（即春季甲子園）與全國高等學校野球選手權大會（即夏季甲子園），通稱為甲子園。在高中棒球之後，為大學棒球。